# Zingiberals
Les zingiberals (Zingiberales) són un ordre de plantes angiospermes. L'actual sistema APG IV de classificació de les angiospermes situa aquest ordre dins del clade de les commelínides, un subclade de les monocotiledònies, i s'hi inclouen vuit famílies amb més de 2.100 espècies agrupades en uns 90 gèneres.

## Taxonomia
Aquest ordre va ser descrit per primer cop l'any 1854 a l'obra Grundriss der Systematischen Botanik für Akademische Vorlesungen Entworfen von A. Grisebach, sota el nom de Zingiberides, pel botànic alemany August Grisebach (1814-1879).

### Famílies
A la classificació del vigent sistema APG IV (2016), dins de l'ordre de les zingiberals hi ha les 8 famílies següents:
- Cannaceae Juss.
- Costaceae Nakai
- Heliconiaceae Vines
- Lowiaceae Ridl.
- Marantaceae R.Br.
- Musaceae Juss.
- Strelitziaceae Hutch.
- Zingiberaceae Martinov

## Història taxonòmica
El sistema de classificació filogenètic APG II va assignar l'ordre dels Zingiberals al clade commelínida, dins dels monocots: 
- ordre Zingiberales
família Cannaceae
família Costaceae
família Heliconiaceae
família Lowiaceae
família Marantaceae
espècie Calathea
família Musaceae
família Strelitziaceae
família Zingiberaceae

El Sistema Cronquist de 1981, va posar l'ordre dins la subclasse Zingiberidae, i dins de la classe Liliopsida.